# Natalja Vieru
Natalja Stanislavovna Vieru (Russisch: Наталья Станиславовна Виеру) (Chisinau, 25 juli 1989) is een Russisch professioneel basketbalspeelster van Moldavische afkomst die voor het nationaal team van Rusland speelt. Ze kreeg de onderscheiding Meester in de sport van Rusland in 2011.

## Carrière
Vieru begon met basketbal bij Dinamo Koersk 2 in 2005. In 2007 ging Vieru naar Sparta&K Oblast Moskou Vidnoje. Met Sparta&K won Vieru het landskampioenskampioenschap van Rusland in 2008. Ook won Vieru drie keer de EuroLeague Women in 2008, 2009 en 2010 en twee keer de FIBA Europe SuperCup Women in 2009 en 2010. In 2011 ging Vieru voor een jaar naar Good Angels Košice in Slowakije. Met Good Angels won Vieru het landskampioenschap van Slowakije en Beker van Slowakije in 2012. In 2012 keerde ze terug bij Sparta&K Oblast Moskou Vidnoje. In 2014 ging Vieru naar Nadezjda Orenburg. In 2015 stapte Vieru over naar UMMC Jekaterinenburg. Met UMMC won Vieru het landskampioenskampioenschap van Rusland in 2008, 2016, 2017, 2018 en 2019. Ook won Vieru de EuroLeague Women in 2016, 2018 en 2019. Ze won de FIBA Europe SuperCup Women met UMMC twee keer in 2018 en 2019.

## Nationaal team
Met haar lengte van 2,00 m is ze momenteel de langste speler in het Russische nationale ploeg (2015/16). Haar team werd vierde op de Olympische Spelen van 2012, maar kon zich niet kwalificeren voor de Spelen van 2016, een zesde plaats op de Eurobasket 2015 was te kort, die diende als kwalificatietoernooi voor de Olympische Zomerspelen.

## Erelijst
- Landskampioen Rusland: 5
  - Winnaar: 2008, 2016, 2017, 2018, 2019
  - Tweede: 2009, 2010, 2011, 2013, 2015
- Bekerwinnaar Rusland: 1
  - Winnaar: 2019
  - Runner-up: 2009, 2010, 2013, 2020
- Landskampioen Slowakije: 1
  - Winnaar: 2012
- Bekerwinnaar Slowakije: 1
  - Winnaar: 2012
- EuroLeague Women: 6
  - Winnaar: 2008, 2009, 2010, 2016, 2018, 2019
  - Runner-up: 2011
- FIBA Europe SuperCup Women: 4
  - Winnaar: 2009, 2010, 2018, 2019